# Thylacosmilus
Thylacosmilus là một loài thú răng kiếm có túi đã tuyệt chủng đã từng sống ở Nam Mỹ từ thời Miocene muộn đến Piacenzia. Phần còn lại của con vật này đã được tìm thấy chủ yếu ở Catamarca, Entre Ríos, và La Pampa ở miền bắc Argentina. Thylacosmilus được mô tả và đặt tên bởi Elmer S. Riggs năm 1933.

## Phân loại

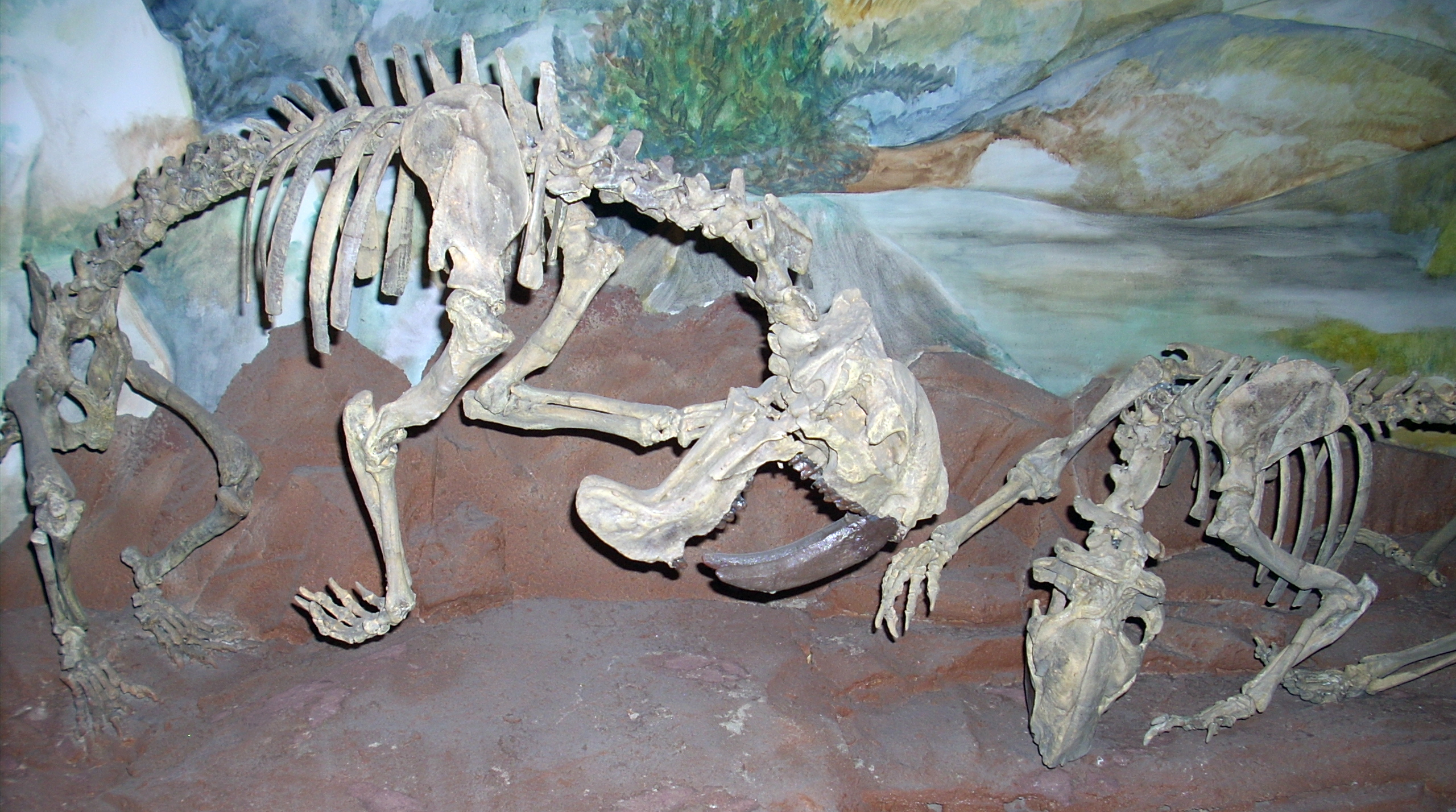
Hai mẫu xương sống của loài được dựng lại ở Bảo tàng cổ sinh học Egidio Feruglio

Thylacosmilus được mô tả và đặt danh pháp bởi Elmer S. Riggs năm 1933. Ông đặt tên hai loài, T. atrox và T. lentis.
Mặc dù Thylacosmilus là một trong nhiều chi động vật có vú săn mồi điển hình được gọi là những con "mèo răng kiếm", chi này không thuộc Placentalia Felidae, mà thuộc Sparassodonta, một nhóm có quan hệ gần gũi với marsupialae, và chỉ có bề ngoài giống những động vật có vú có răng kiếm khác do tiến hóa hội tụ.